# Лунка-Меркушулуй
Лунка-Меркушулуй (рум. Lunca Mărcușului) — село у повіті Ковасна в Румунії. Входить до складу комуни Добирлеу.
Село розташоване на відстані 147 км на північ від Бухареста, 13 км на південь від Сфинту-Георге, 20 км на північний схід від Брашова.

## Населення
За даними перепису населення 2002 року у селі проживали 422 особи, усі — румуни. Усі жителі села рідною мовою назвали румунську.